# San Antonio Tepetlapa
San Antonio Tepetlapa är en kommun i Mexiko.   Den ligger i delstaten Oaxaca, i den sydöstra delen av landet, 300 km söder om huvudstaden Mexico City.
Följande samhällen finns i San Antonio Tepetlapa:
- San Pedro Tulixtlahuaca